# Dustin Strahlmeier
Dustin Strahlmeier (* 17. Mai 1992 in Gelsenkirchen) ist ein deutscher Eishockeytorwart, der seit Juli 2020 bei den Grizzlys Wolfsburg aus der Deutschen Eishockey Liga (DEL) unter Vertrag steht. Zuvor war Strahlmeier bereits für die Straubing Tigers und Schwenninger Wild Wings in der DEL aktiv.

## Karriere

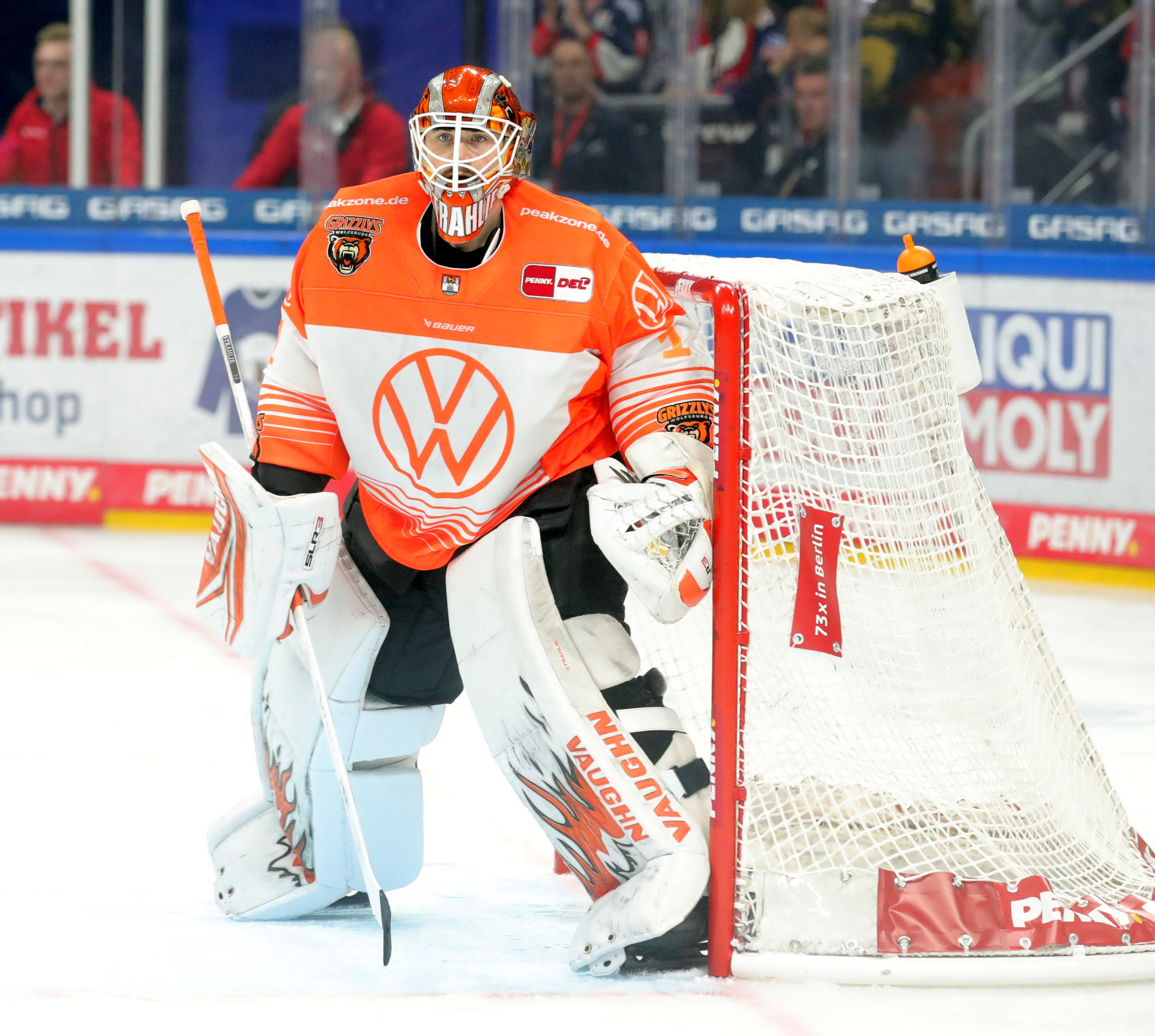
Strahlmeier im Trikot der Grizzlys Wolfsburg (2022)

Dustin Strahlmeier begann seine Karriere als Eishockeyspieler in der Nachwuchsabteilung der Moskitos Essen, für deren Seniorenmannschaft er in der Saison 2009/10 sein Debüt in der viertklassigen Regionalliga gab. Zur Saison 2010/11 wechselte der Torwart zum EHC Jonsdorfer Falken aus der drittklassigen Oberliga, bei dem er auf Anhieb Stammspieler wurde. Parallel kam er zudem zu seinem ersten Einsatz im Profibereich für die Lausitzer Füchse aus der 2. Bundesliga. In der Saison 2011/12 schloss sich Strahlmeier dem SC Bietigheim-Bissingen an, für den er regelmäßig in der 2. Bundesliga zwischen den Pfosten stand.
Zur Saison 2012/13 kehrte Strahlmeier schließlich innerhalb der 2. Bundesliga als Backup-Goalie zu den Lausitzer Füchsen zurück. Parallel kam er als Leihspieler beim Kooperationspartner Jonsdorfer Falken in der Oberliga zum Einsatz. Durch eine Erkrankung des Stammtorhüters Jonathan Boutin kam er zu mehreren Einsätzen in der DEL2 und gewann aufgrund seiner Leistungen im November 2013 die zum ersten Mal durchgeführte Wahl zum Spieler des Monats. Im März 2014 gaben die Straubing Tigers aus der Deutschen Eishockey Liga (DEL) die Verpflichtung Strahlmeiers als zweiten Torhüter für die Saison 2014/15 bekannt. Nachdem er auch die Saison 2015/16 bei den Niederbayern verbracht hatte, endete schließlich die Zusammenarbeit und Strahlmeier wechselte zur Saison 2016/17 innerhalb der Liga zu den Schwenninger Wild Wings. Nach der Hauptrunde 2017/18 wurde er als Torhüter des Jahres ausgezeichnet.
Nach vier Spielzeiten bei den Wild Wings aus Schwenningen wechselte der Torwart zur Saison 2020/21 zu den Grizzlys Wolfsburg, mit denen er auf Anhieb Vizemeister wurde. Die Hauptrunde der folgenden Saison beendete er mit dem Ligabestwert von sechs Shutouts, einem Gegentorschnitt von 2,07 sowie einer Fangquote von 93,0 Prozent und war damit erneut einer der besten Torhüter der DEL. Seine Mannschaft erreichte Rang drei nach der Hauptrunde.

### International
Im März 2018 wurde Strahlmeier erstmals in die deutsche Nationalmannschaft berufen. Anschließend kam er zu sporadischen Einsätzen, ehe er im November 2021 für den Deutschland Cup nominiert wurde, wo er in zwei der drei deutschen Spiele das Tor hütete. In der Folge absolvierte er mit der Weltmeisterschaft 2022 sein erstes großes internationales Turnier. Hinter Philipp Grubauer und Mathias Niederberger kam er als etatmäßiger dritter Torwart zu einem Einsatz. Ein Jahr später bei der Weltmeisterschaft 2023 fungierte er hinter Niederberger als zweiter Torwart und absolvierte erneut ein Spiel. Am Turnierende feierte er mit der deutschen Auswahl den Gewinn der Silbermedaille.

## Erfolge und Auszeichnungen
- 2018 DEL-Torwart des Jahres
- 2021 Deutscher Vizemeister mit den Grizzlys Wolfsburg
- 2021 Höchste Fangquote der DEL-Playoffs
- 2022 DEL-Torwart des Jahres

### International
- 2023 Silbermedaille bei der Weltmeisterschaft

## Karrierestatistik
Stand: Ende der Saison 2024/25

### International
Vertrat Deutschland bei:
- Weltmeisterschaft 2022
- Weltmeisterschaft 2023

(Legende zur Torhüterstatistik: GP oder Sp = Spiele insgesamt; W oder S = Siege; L oder N = Niederlagen; T oder U oder OT = Unentschieden oder Overtime- bzw. Shootout-Niederlage; Min. = Minuten; SOG oder SaT = Schüsse aufs Tor; GA oder GT = Gegentore; SO = Shutouts; GAA oder GTS = Gegentorschnitt; Sv% oder SVS% = Fangquote; EN = Empty Net Goal; 1 Play-downs/Relegation; Kursiv: Statistik nicht vollständig)